# Lazar Mojsov
Lazar Mojsov (em macedônio/macedónio:  Лазар Мојсов; 19 de dezembro de 1920 - 25 de agosto de 2011) foi um jornalista, político e diplomata macedônio da Iugoslávia.
Mojsov lutou pelos partisans anti-fascistas na Segunda Guerra Mundial e continuou a subir na hierarquia do Partido Comunista depois de 1945. Foi procurador-geral da República Socialista da Macedônia entre 1948 e 1951. Durante as duas décadas seguintes, atuou como membro dos parlamentos da Iugoslávia e da Macedônia e como editor de jornal.
Enquanto isso, iniciou uma carreira diplomática, servindo como embaixador iugoslavo para a União Soviética e na Mongólia entre 1958 e 1961 e como embaixador na Áustria entre 1967 a 1969. Entre 1969 e 1974, serviu como embaixador iugoslavo para as Nações Unidas, Guiana e Jamaica.
De 1974 a 1982, Mojsov foi vice-chanceler da Iugoslávia, e, de 1977 a 1978, foi o presidente da Assembleia Geral das Nações Unidas. De 1980 a 1981, atuou como Presidente do Presidium do Comitê Central da Liga dos Comunistas da Iugoslávia, e de maio de 1982 a maio de 1984, foi ministro das Relações Exteriores. De 1984 a 1989, atua como membro da presidência coletiva da Iugoslávia e foi seu presidente de 1987 a 1988.